# Laila Kinnunen
Laura "Laila" Annikki Kinnunen (8 novembre 1939, Vantaa – 26 octobre 2000, Heinävesi) est une chanteuse finlandaise. Elle est très populaire pendant les années 1950 et 1960, et représente la Finlande au Concours Eurovision de la Chanson en 1961, pour la première participation finlandaise.
Elle passe son enfance en Suède, réfugiée de la Seconde Guerre mondiale, et retourne en Finlande à l'âge de dix ans. Son premier album, sorti en 1957, est un succès, et elle poursuit une carrière en sortant des albums jusqu'en 1980.
Sa fille est la chanteuse finlandaise Milana Misic (en).